# Yamaha (snöskoter)

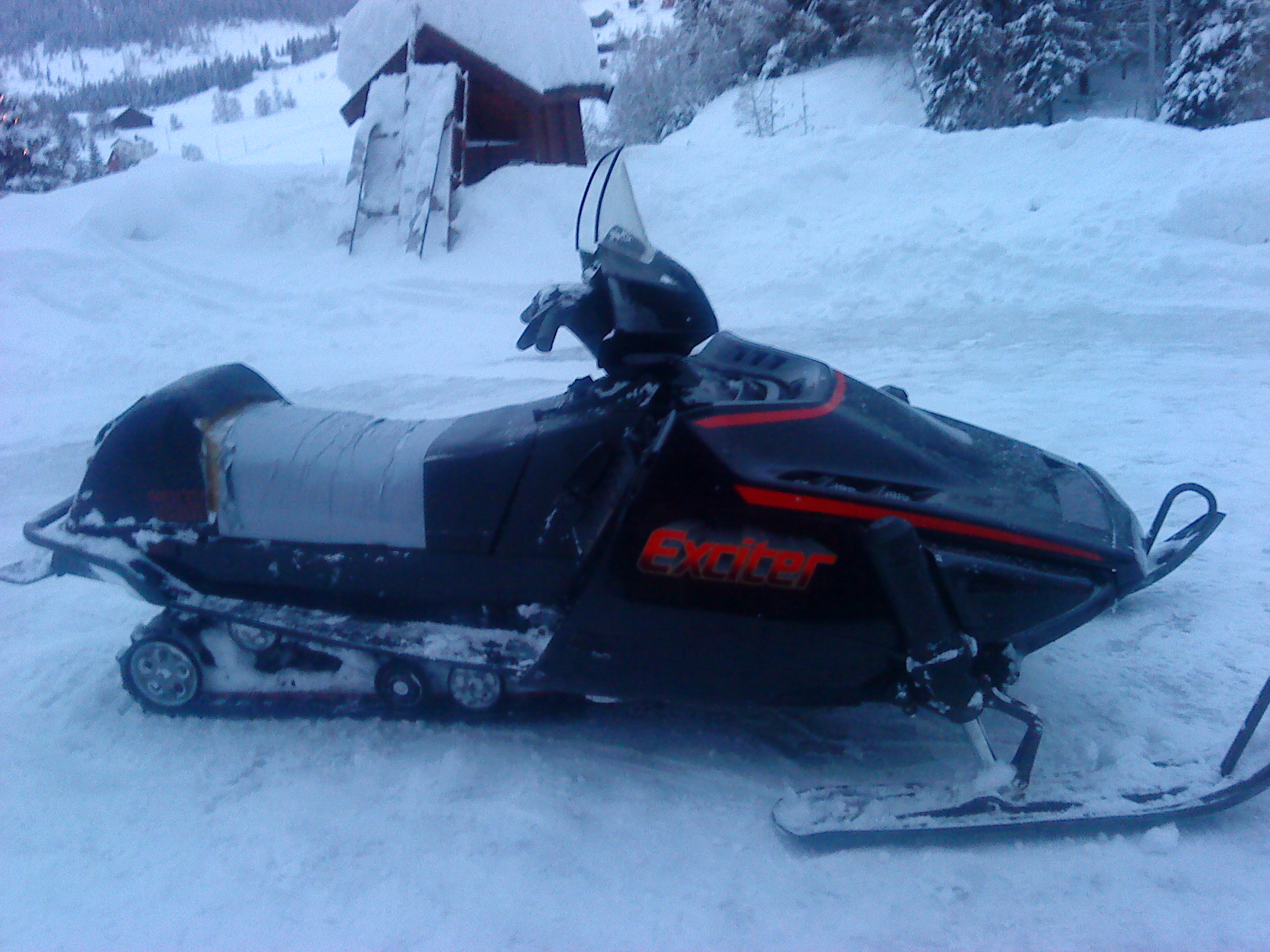
Yamaha Exciter, årsmodell 1989.

Yamaha Motor Company tillverkade sin första snöskoter i mitten av 1960-talet. Snöskotern hette YX15 och motor var en tvåcylindrig tvåtaktare som man monterat på ett Ski-Doo chassi. Denna prototyp skulle slutligen bli Yamaha SL350 som nådde marknaden 1967.
Under sjuttitalet utmärkte sig Yamaha på både crossbanor och icracingbanor med sina högprestanda snöskotrar som SR, SRX och SSR. På åttiotalet gick Yamaha upp och blev världens största skotertillverkare och denna framgång var i mångt Yamaha Phazerns förtjänst. Yamaha fortsatte att vara framgångsrik i långlopp men tappade inom snöskotercrossen.
Nittiotalet blev en tung tid för Yamaha Motor Company då det gällde skoterförsäljningen. Man halkade ned till fjärde plats bland de fyra stora tillverkarna av snöskotrar. Inom motorsporten var det enbart inom dragracing man kunde hävda sig och då med sin V-MAX 4. En fyrcylindrig tvåtaktare.
Yamaha är känt för sina fyrtaktare såsom APEX och RS-modellerna, särskilt inom dragracing.
Den 28 juni 2023 tillkännagav Yamaha att de ska sluta tillverka snöskotrar.

## Modeller

### 1960-tal
- Yamaha SL 350/351/338/396 1967-1969
- Yamaha SS 338/396 1969

### 1970-tal
- Yamaha SW 396 1970 (i Sverige 1972 som SW400B Europa
- Yamaha GP 396/643/338/433/246/292 1971-1974
- Yamaha SS 433 1971
- Yamaha SL 338/292/433 1971-1974
- Yamaha SR 443/643 1971-1973
- Yamaha SW 440 1971-1973
- Yamaha EW 443/643 1972-1973
- Yamaha EL 433 1973
- Yamaha SM 292 1973-1974
- Yamaha GPX 338/433 1974-1975
- Yamaha TL 433 1974
- Yamaha GP 300/440 1976-1977
- Yamaha GS 300/340 1976-1979 i Sverige kallad SM 300/340
- Yamaha STX 340/440 1976-1977
- Yamaha Exciter 340/440 1976-1981 (1978-1981 i Sverige)
- Yamaha PR 440 1976
- Yamaha SRX 340/440/500 1976-1982
- Yamaha ET250 1977-1981
- Yamaha ET250/340/300/400 1978-1990
- Yamaha SR 433 1978
- Yamaha EC540 / Excel V 1979-1980

### 1980-tal
- Yamaha SR 540 el. SR-V 1980-1991
- Yamaha SS 440 1980-1984
- Yamaha EC 340 / Excel III 1981-1988
- Yamaha BR 250 / Bravo 1982-2000
- Yamaha V-Max 1983-1987
- Yamaha XLV / XL540 / Excel-V 1985-1990
- Yamaha Phazer / Phazer II 1984-1999 (1993 Sverige)
- Yamaha CF Inviter 1986-1990
- Yamaha Exciter / Exciter II 1986-1993
- Yamaha SV Snoscoot / Snosport 1988-1991
- Yamaha VK540 /Viking/Viking II/ Viking III/ Viking IV 1988-
- Yamaha CS340 Ovation 1989-2000

### 1990-tal
- Yamaha ET410 / Enticer II 1992-1995
- Yamaha Phazer 500/Mountain Lite 1999-2001
- Yamaha Venture 480 1991-1998
- Yamaha SRX 600/700/Mountain 1998-2002

### 2000-tal
- Yamaha SX R 500/600/700 2000-2004
- Yamaha SXViper 700/MM 2002-2004
- Yamaha Phazer FX 2007-
- Yamaha Nytro RTX 2008-
- Yamaha Nytro XTX 2008-
- Yamaha Nytro TTX 2013-
- Yamaha Nytro MTX 2008-
- Yamaha RX-1 2003-2005
- Yamaha Warrior RX  2004-2005
- Yamaha Mountain Max RX-1 MM 2003-2005
- Yamaha Apex RX-1 RTX  2006-
- Yamaha Apex Warrior LTX  2006-
- Yamaha Apex MTX Mountain Max 2006-